# Gestur Gylfason
Gestur Arnar Gylfason (5 gennaio 1969) è un ex calciatore islandese, di ruolo difensore.

## Carriera

### Club
Gylfason cominciò la carriera con la maglia del Keflavík, per poi passare al Grindavík. Tornò poi al Keflavík per un biennio, per poi accordarsi con i norvegesi dello Strømsgodset. Contribuì alla promozione del campionato 1995 e poté così esordire nell'Eliteserien in data 13 aprile 1996, nella vittoria per 2-3 sul campo dello Skeid.
Sempre nel corso del 1996, tornò in patria per giocare con il Keflavík. Nel 2001 emigrò in Danimarca, per giocare nello Hjørring, per rientrare poi al Grindavík prima e al Keflavík e al Njarðvík poi. Nel 2010 tornò in Norvegia, per giocare allo Jølster.

### Nazionale
Conta una presenza per l'Islanda under 21. Il 13 settembre 1988, infatti, fu in campo nel pareggio per 1-1 contro l'Paesi Bassi under 21.